# Bink Video
Bink Video est un format propriétaire de vidéo développé par RAD Games Tools.
Il est utilisé par de nombreux jeux vidéo pour les séquences de full motion video.